# Список дипломатических миссий Чада

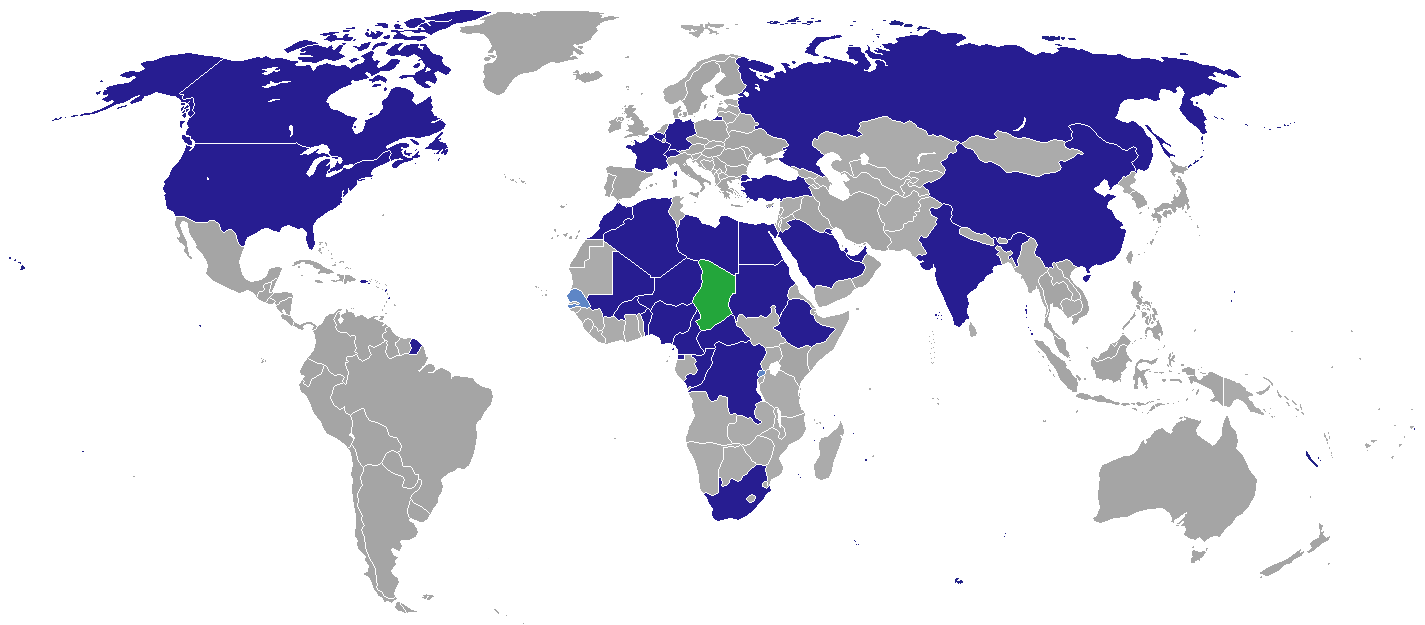

Список дипломатических миссий Чада — в настоящее время дипломатические представительства республики Чад имеются в 26 странах Европы, Азии, Африки и Америки.
Список дипломатических миссий Чада (без почётных консульств):

## Европа
- Бельгия
  - Брюссель (посольство)
- Германия
  - Берлин (посольство)
- Россия
  - Москва (посольство)
- Франция
  - Париж (посольство)
- Швейцария
  - Берн (посольство)

## Северная Америка
- США
  - Вашингтон (посольство)

## Ближний Восток
- Ирак
  - Багдад (посольство)
- Иордания
  - Амман (посольство)
- Ливан
  - Бейрут (посольство)
- Саудовская Аравия
  - Эр-Рияд (посольство)
  - Джидда (консульство)

## Африка
- Алжир
  - Алжир (посольство)
- Бенин
  - Котону (посольство)
- Буркина-Фасо
  - Уагадугу (посольство)
- Демократическая Республика Конго
  - Киншаса (посольство)
- Египет
  - Каир (посольство)
- Эфиопия
  - Аддис-Абеба (посольство)
- Камерун
  - Яунде (посольство)
- Кот д'Ивуар
  - Абиджан (посольство)
- Ливия
  - Триполи (посольство)
- Нигер
  - Ниамей (посольство)
- Нигерия
  - Абуджа (посольство)
  - Майдугури (консульство)
- Судан
  - Хартум (посольство)
- Центральноафриканская республика
  - Банги (посольство)
- Южно-Африканская Республика
  - Претория (посольство)

## Азия
- Китай
  - Пекин (посольство)
- Япония
  - Токио (посольство)

## Международные организации
- Аддис-Абеба — Африканский союз
- Брюссель — ЕС
- Женева — ООН
- Нью-Йорк — ООН
- Париж — ЮНЕСКО